# Волконский, Андрей Андреевич
Князь Андрей Андреевич Волконский (ум. после 1668) — стряпчий во времена правления Михаила Фёдоровича и Алексея Михайловича.
Рюрикович в XXI поколении, из княжеского рода Волконских. Старший сын князя Андрея Михайловича Волконского. Младшие братья — князья Дмитрий, Юрий и Александр Волконские.

## Биография
Впервые упоминается в чине стряпчего (1636-1640). Согласно Боярской книге 1641 года, получил поместный оклад 450 четей (22 января 1641).
В боярской книге 1647 года сообщается: «оклад 600 четей, и за карповскую службу и за валовое дело придано 100 чети».
Последний раз князь Андрей Волконский упоминается в 1668 году, когда он получил в прибавку к своему поместному окладу еще 100 четей, за объявление блаженной памяти царевича.
Скончался бездетным.